# Gérard Grizbec
Gérard Grizbec, né Grzybek, est un journaliste de radio et de télévision et un écrivain français. Il a été notamment chef du service de politique étrangère et président du Syndicat des journalistes à France 2 et auteur de plusieurs ouvrages de géopolitique.

## Biographie

### Luttes lycéennes et études d’histoire (1969-1976)
Il est né à Nice le 21 décembre 1951 et vient à Paris à l’âge de trois ans dans le 18e arrondissement où il fera toute sa scolarité. Il fréquente le lycée Jacques-Decour et y passe son bac en 1969. C’est là qu’il assiste aux premières luttes lycéennes dans le contexte de mai 1968 et après. Par la suite, il commence à militer dans une organisation trotskyste autogestionnaire, l'Alliance marxiste révolutionnaire (AMR), et part étudier à l'Université d'Aix-Marseille. Maîtrise d’histoire en poche en 1976, avec comme sujet de mémoire le trotskysme en France, il entame une carrière d'enseignant qui le conduit durant sept ans de la Lorraine à la Lozère, puis enfin en région parisienne. Le journalisme le tente. « Mon passé de militant d'extrême gauche m'avait donné des contacts, notamment chez les dissidents à l'Est et les contestataires à l'Ouest, une vision d'ensemble, le goût de la discussion et finalement une grande capacité d'analyse. Mon handicap était en revanche d'écrire comme on rédige un tract ou dans un style universitaire, pas assez en journaliste » raconte-t-il pour le magazine Broadcast en juin 2002.

### Débuts en presse écrite (1982)
Après une formation au CFPJ à Paris au début des années 1980, Gérard Grizbec commence à rédiger comme pigiste pour les quotidiens Libération et Le Monde. En 1982, le rédacteur en chef du magazine Laser sur FR3, Marc Meimon, lui propose de faire un sujet sur la violence dans les établissements scolaires, « un truc qu’on découvrait alors totalement il y a vingt ans ».

### Les années radio (1984-1991)
Avant son retour à la télévision des années plus tard, il fait ses premières armes de journaliste à la radio : à RFI, où il pige sur le syndicat Solidarność en Pologne ou sur la crise des Euromissiles entre les États-Unis et l'URSS pendant la guerre froide, avant d'être embauché officiellement au service étranger de la station où il couvre notamment l'Affaire des otages au Liban de 1985 à 1988.
En 1989, il passe à RMC et s'installe à Monaco. C'est là qu'il assiste en direct aux évènements qui vont contribuer à l’effondrement du communisme à l'Est : chute du Mur de Berlin, Révolution roumaine de 1989, etc.
Pratiquement simultanément il couvre les crises des pays du Maghreb et du Proche-Orient comme la montée de l'intégrisme radical en Algérie à partir de 1989 avec l'émergence du Front islamique du salut (FIS), sujet dont il fera un article dans Le Monde diplomatique en août 1993 ; ou encore la première guerre du Golfe après l'invasion et l'annexion du Koweït par l'Irak de Saddam Hussein en 1990-1991.

### Plus d'une décennie sur France 2 (1992-2002)
Septembre 1992, la télévision publique opère une mutation, Antenne 2 devient France 2 avec une nouvelle ligne de programmes.  Le magazine hebdomadaire de géopolitique Géopolis est lancé, et Gérard Grizbec va faire partie de la dizaine de journalistes et assistants qui entourent Claude Sérillon pendant quatre ans. C’est sous ce label qu’il va participer, par des reportages et de nombreuses interviewes auprès de spécialistes (historiens, géographes, chercheurs, politiciens, diplomates, écrivains) à la fabrication de sujets de géopolitique ; traitant aussi bien des conséquences de l'éclatement de la Yougoslavie et du désir d'indépendance de la Macédoine, de la renaissance fragile de la démocratie au Brésil, que du rôle des organisations humanitaires à travers le monde depuis trois décennies.
En septembre 1997, Gérard Grizbec va être intégré comme grand reporter au service étranger de France 2. Sa figure devient de plus en plus familière aux téléspectateurs : envoyé spécial à Belgrade entre mai et juin 1999 pendant la guerre du Kosovo, il retournera en Yougoslavie durant la période septembre octobre 2000 pour couvrir les élections et la "Révolution des Bulldozers" ainsi que ses conséquences directes.
Il sera ensuite en Algérie pendant la crise de Kabylie de mai à juin 2001 ; en Israël, à Jérusalem et dans les Territoires palestiniens occupés pendant l’hiver 2001-2002 ; en Irak, il assiste à la chute de Saddam et à l'entrée des troupes américaines à Bagdad en avril mai 2003.
Le temps d'un retour à Paris, durant la semaine du 2 au 6 novembre 1998, il présente le journal de la nuit de France 2, à l'occasion d'un remplacement. À partir du 1er septembre 2001, il devient chef du service étranger : « c'est passionnant de gérer depuis Paris une crise grave comme celle du 11 septembre 2001 où tout le monde était sur le terrain (Washington, New York, Pakistan, Afghanistan) ». En avril 2002, Gérard Grizbec est élu président du Syndicat des journalistes de France 2, « une structure qui a pour vocation de défendre la déontologie des journalistes ».

### En poste à Rome (2003-2006)
À partir de 2003, il s’éloigne un temps des zones de crises en devenant correspondant permanent à Rome, position qui l’amène à chroniquer l'actualité en Italie et au Vatican. En mai 2006, il assiste à la deuxième défaite électorale de Silvio Berlusconi, et mène l’interview de son successeur au poste de président du conseil, Romano Prodi, le leader d'une petite structure centriste, l'Union, puis refondateur l'année suivante du Parti démocrate italien. 
De 2003 à 2005, il va suivre les derniers voyages du pape Jean-Paul II en Slovaquie et à Lourdes, en France. Il couvre pendant plusieurs semaines son agonie, sa mort, le 2 avril 2005, et ses funérailles le 8 avril suivant. S’enchaîne alors, le 19 avril, l’élection du nouveau souverain pontife : le cardinal allemand Joseph Ratzinger qui prend le nom de Benoît XVI et qu’il va suivre lors de ses déplacements officiels en Allemagne, Turquie, Pologne, et au Brésil. 
Le 28 mai 2006, Gérard Grizbec couvre notamment la visite de Benoît XVI-Ratzinger (lui-même fils d'un officier de gendarmerie hostile au nazisme) à Auschwitz d'où il fera un mémorable discours de rédemption.

### Missions auprès des forces armées françaises (2007-2012)
De retour en France entre 2007 et 2012, Gérard Grizbec va traiter des sujets de défense, faisant de nombreux reportages sur le terrain : avec plusieurs régiments de l’Armée de terre en Afghanistan ; à bord du porte-avions Charles de Gaulle ; ou embarqué sur plusieurs submersibles de la Marine nationale : sous-marin nucléaire lanceur d’engins, sous-marin nucléaire d’attaque et sous-marin de poche. 
Le 14 juillet 2009, il saute en parachute avec un para de l'école des troupes aéroportées de Pau et se pose sur l’esplanade des Invalides ; un reportage qui sera diffusée le soir même au journal de 20h de France 2. L'année suivante, 14 juillet 2010, c'est l'interview du président Nicolas Sarkozy et de son épouse Carla Bruni réalisée à la fin du défilé militaire sur les Champs-Élysées. 
En août 2009, il est à Washington pour les obsèques du sénateur démocrate Edward Kennedy, dernier des trois fils de Joseph Kennedy à avoir voulu briguer la Maison-Blanche. En mai 2012, il interview François Hollande dans les jardins de l'Institut Curie le jour de son investiture à la présidence de la République
.

### Afrique et printemps arabe (2008-2016)
Repartant sur les zones de conflits, il couvre en février 2008 la guerre civile au Tchad, puis les évènements de ce qu’on appellera, à partir de décembre 2010, le Printemps arabe : janvier 2011 en Tunisie, chute du président  Ben Ali ; puis en Libye, sur fond de guerre civile qui va aboutir au renversement du colonel Mouammar Kadhafi, il interview Moustapha Abdel Jalil, président du Conseil national de transition et le général Abdelfattah Younès, ancien partisan de Kadhafi devenu chef militaire de l'insurrection ; enfin il est au Liban en juillet 2012, à la frontière avec la Syrie, après l'attentat contre le siège de la sécurité nationale à Damas, moment charnière où l’on pense -à tort- que le régime de Bachar el-Assad est en train de vaciller.
À partir de l’été 2012, et jusqu’en 2016, il est à nouveau nommé correspondant à l’étranger de France 2 envoyé sur le continent africain d’où il va couvrir plusieurs conflits :
- Guerre du Mali, avec l’entrée à Gao des forces spéciales françaises de l’opération Serval en janvier 2013, puis la reprise de la ville de Tessalit et massif montagneux de l'Adrar des Ifoghas au nord du Mali, alors QG d'Al-Qaïda. Interview de François Hollande sur le terrain.
- Guerre en Centrafrique : interview du président de la transition, Michel Djotodia et nouvel interview à vif, pour le journal de 20 h, de François Hollande lors de son arrivée à Bangui à la suite du décès de deux soldats français[14].
- Niger : libération des quatre otages français enlevés sur le site d'Areva à Arlit, ville située dans le Sahara nigérien au nord du pays[15].

### Rédaction parisienne (depuis 2016)
De retour à la rédaction parisienne de France 2 depuis l'été 2016, Gérard Grizbec continue de participer à plusieurs reportages vers des pays qu'il connaît bien : au Mali et, en accompagnement du président Emmanuel Macron, à Niamey, capitale du Niger, en décembre 2017 .
La commémoration de Mai 68 lui donne l'occasion de concevoir un feuilleton en cinq épisodes pour le 13 h de France 2, du lundi 19 au vendredi 23 mars 2018, Avoir 20 ans en mai 68,. Cinquante ans après, des acteurs anonymes font revivre des souvenirs marquants qui ont changé leur vie :  une étudiante à la Faculté de Nanterre d'où le premier mouvement de contestation est parti, très exactement le 22 mars 1968  ; un élève parisien membre des Comité d'action lycéen qui mena une action musclée contre les locaux de l'American Express dans le quartier de l'Opéra ; un jeune commissaire de police chargé d'interroger les leaders gauchistes arrêtés pendant les manifestations, parmi lesquels Daniel Cohn-Bendit ; des étudiants de l'Atelier des Beaux-Arts où étaient imprimées les affiches qui allaient couvrir les murs de Paris pendant deux mois ; un ouvrier lyonnais ; un CRS qui chargeait les manifestants du Quartier latin ; un lycéen devenu éleveur de chèvres dans les Cévennes ; une lycéenne lyonnaise future militante du MLF.

## Ouvrages
- Les Trotskystes dans les organisations communistes françaises pendant les années cinquante (Directeur de mémoire, Madeleine Rebérioux) (Mémoire de maîtrise d’Histoire), Université Paris VIII, 1975 (présentation en ligne).
- Olivier Da Lage et Gérard Grzybek, Le Jeu des six familles, Paris, Autrement, 1985, 257 p. (ISBN 2-86260-133-0, présentation en ligne).
- Thomas Schreiber, Olivier Da Lage, Pierre Delmas et Gérard Grzybek, Jeux de Go en Méditerranée orientale, Paris, Fondation pour les études de défense nationale, 1986, 184 p. (ISBN 2-85789-064-8, présentation en ligne).
- Gérard Grzybek, Olivier Da Lage et Thomas Schreiber, Le Secrétaire général, Paris, Belfond, 1988, 259 p. (ISBN 2-7144-2221-7, présentation en ligne).

## Distinction
- 2006 : prix Saint-Vincent du journalisme remis par le président de la République italienne Giorgio Napolitano pour un reportage-magazine sur la vie quotidienne à Venise pour les Vénitiens[19]